# Neotis nuba
L'otarda nubiana (Neotis nuba (Cretzschmar, 1826)) è un uccello della famiglia Otididae. Vive in Burkina Faso, Camerun, Ciad, Mali, Mauritania, Niger, Nigeria e Sudan, nelle savane e nelle boscaglie secche. È minacciata dalla distruzione dell'habitat.